# 本気でも嘘でもいい
「本気でも嘘でもいい」（ほんきでもうそでもいい）はBEREEVEの5枚目のシングル。

## 内容
BEREEVEにとって唯一のオリコンチャート10位入り及び最大のヒット・シングルとなった本作。
カップリング「儚き日々たちへ」は2枚目のアルバム「MOTION」からのリカット。

## タイアップ
「本気でも嘘でもいい」…三貴商事「カメリアダイヤモンド ラプソアモ」コマーシャルソング。

## 収録曲
全作詞：冴木裕志
1. 本気でも嘘でもいい
作曲：BEREEVE　編曲：神長弘一・BEREEVE
2. 儚き日々たちへ
作曲：石井直人　編曲：石井直人・神長弘一
3. 本気でも嘘でもいい (inst.)

## レコーディング参加
- 関雅夫 - ベース
- 前野知常 - キーボード